# Liste der Bischöfe von Menorca
Die in dieser Liste stehenden Männer waren Bischöfe des 1798 kanonisch wiedererrichteten Bistums Menorca:
- 1798–1802: Antonio Vila Camps, danach Bischof von Albarracín
- 1803–1814: Pedro Antonio Juano
- 1815–1820: Jaime Creus Martí, danach Erzbischof von Tarragona
- 1824–1830: Antonio Ceruelo Sanz
- 1832–1844: Juan Antonio Díaz Merino, OP
- 1853–1857: Tomás Roda Rodríguez, danach Bischof von Jaén
- 1858–1875: Mateu Jaime Garau, danach Bischof von Mallorca
- 1876–1890: Manuel Mercader y Arroyo
- 1890–1896: Juan Comas Vidal, danach Bischof von Albarracín
- 1896–1902: Salvador Castellote y Pinazo, danach Bischof von Jaén
- 1902–1939: Juan Torres y Ribas
- 1939–1966: Bartolome Pascual Marroig, ab 1936 apostolischer Administrator
  - 1966–1969: Rafael Álvarez Lara, Bischof von Mallorca (Apostolischer Administrator)
- 1969–1977: Miguel Moncadas Noguera, danach Bischof von Solsona
- 1977–1990: Antonio Deig Clotet
  - 1990–1991: Manuel Ureña Pastor (Apostolischer Administrator)
- 1991–1999: Francesc-Xavier Ciuraneta Aymí
  - 1999–2001: Jesús Murgui Soriano (Apostolischer Administrator)
- 2001–2008: Juan Piris Frígola
  - 2008–2009: Salvador Giménez Valls (Apostolischer Administrator)
- 2009–2015: Salvador Giménez Valls
- 2016–2022: Francisco Simón Conesa Ferrer (dann Bischof von Solsona)
- seit 2023: Gerardo Villalonga Hellín